# Tetragnatha striata
Tetragnatha striata L. Koch, 1862 è un ragno appartenente alla famiglia Tetragnathidae.

## Distribuzione
La specie è stata rinvenuta in diverse località della regione compresa fra l'Europa e il Kazakistan

## Tassonomia
Non sono stati esaminati esemplari di questa specie dal 2005
Attualmente, a dicembre 2013, non sono note sottospecie